# Emilía Tsoúlfa
Emilía Tsoúlfa (grec moderne : Αιμιλία Τσούλφα), née le 15 mai 1973 à Athènes (Grèce), est une skipper grecque.

## Biographie
Emilía Tsoúlfa se classe 17e en 470 aux Jeux olympiques d'été de 1996 et 14e aux Jeux olympiques d'été de 2000 avant de remporter le titre aux Jeux olympiques d'été de 2004.
Elle est nommée marin de l'année par la fédération internationale de voile en 2002 et en 2004.